# Argentína az 1992. évi nyári olimpiai játékokon
Argentína a spanyolországi Barcelonában megrendezett 1992. évi nyári olimpiai játékok egyik részt vevő nemzete volt. Az országot az olimpián 17 sportágban 84 sportoló képviselte, akik összesen 1 érmet szereztek.

## Érmesek
| Érem  | Versenyző                       | Sportág | Versenyszám |
| ----- | ------------------------------- | ------- | ----------- |
| Bronz | Javier Frana Christian Miniussi | Tenisz  | Férfi páros |

## Asztalitenisz
Női
| Versenyző                               | Versenyszám | Csoportkör | Csoportkör | Nyolcaddöntő      | Negyeddöntő       | Elődöntő          | Döntő             | Helyezés |
| Versenyző                               | Versenyszám | Ellenfél Eredmény | Hely.      | Ellenfél Eredmény | Ellenfél Eredmény | Ellenfél Eredmény | Ellenfél Eredmény | Helyezés |
| --------------------------------------- | ----------- | --- | ---------- | ----------------- | ----------------- | ----------------- | ----------------- | -------- |
| Hae-Ja Kim de Rimasa                    | Egyes       | O csoport · Kloppenburg Hubertina Vriesekoop (NED) · 0-2 · Marie Hrachová (TCH) · 0-2 · Lyanne Kosaka (BRA) · 2-0 | 3.         | kiesett           | kiesett           | kiesett           | kiesett           | 33.      |
| Alejandra Gabaglio Hae-Ja Kim de Rimasa | Páros       | E csoport · Hongkong (HKG) · Chan Tán-löü (Chan Tan Lui) · Chaj Pou-vá (Chai Po Wa) · 0-2 · Franciaország (FRA) · Emmanuelle Coubat · Xiao-Ming Wang-Dréchou · 0-2 · Egyesült Államok (USA) · Diana Gee · Lily Hugh-Yip · 0-2 | 4.         |                   | kiesett           | kiesett           | kiesett           | 17.      |

## Atlétika
Férfi
| Versenyző         | Versenyszám    | Előfutam         | Előfutam         | Előfutam         | Elődöntő | Elődöntő | Elődöntő | Döntő    | Döntő    |
| Versenyző         | Versenyszám    | Idő              | Hely.            | Össz.            | Idő      | Hely.    | Össz.    | Idő      | Helyezés |
| ----------------- | -------------- | ---------------- | ---------------- | ---------------- | -------- | -------- | -------- | -------- | -------- |
| Antonio Silio     | 5000 m         | nem állt rajthoz | nem állt rajthoz | nem állt rajthoz |          |          |          | kiesett  | kiesett  |
| Antonio Silio     | 10 000 m       | 28:31,02         | 8.               | 19.              |          |          |          | 28:55,20 | 18.      |
| Marcelo Cascabelo | 3000 m akadály | 8:38,89          | 10.              | 26.              | kiesett  | kiesett  | kiesett  | kiesett  | kiesett  |

| Versenyző       | Versenyszám   | Selejtező | Selejtező | Döntő    | Döntő    |
| Versenyző       | Versenyszám   | Eredmény  | Helyezés  | Eredmény | Helyezés |
| --------------- | ------------- | --------- | --------- | -------- | -------- |
| Andrés Charadia | Kalapácsvetés | 70,82 m   | 19.       | kiesett  | kiesett  |

Női
| Versenyző         | Versenyszám | Előfutam | Előfutam | Előfutam | Döntő   | Döntő    |
| Versenyző         | Versenyszám | Idő      | Hely.    | Össz.    | Idő     | Helyezés |
| ----------------- | ----------- | -------- | -------- | -------- | ------- | -------- |
| Griselda González | 10 000 m    | 34:09,42 | 20.      | 36.      | kiesett | kiesett  |

## Birkózás
Kötöttfogású
| Versenyző   | Versenyszám | Csoportkör                                                                        | Csoportkör | Helyosztók        | Helyosztók        | Helyosztók        | Bronz- mérkőzés   | Döntő             | Helyezés    |
| Versenyző   | Versenyszám | Csoportkör                                                                        | Csoportkör | 9. helyért        | 7. helyért        | 5. helyért        | Bronz- mérkőzés   | Döntő             | Helyezés    |
| Versenyző   | Versenyszám | Ellenfél Eredmény                                                                 | Hely.      | Ellenfél Eredmény | Ellenfél Eredmény | Ellenfél Eredmény | Ellenfél Eredmény | Ellenfél Eredmény | Helyezés    |
| ----------- | ----------- | --------------------------------------------------------------------------------- | ---------- | ----------------- | ----------------- | ----------------- | ----------------- | ----------------- | ----------- |
| Diego Potap | 82 kg       | A csoport · Anton Arghira (ROU) · 0-10 · David Martinetti (SUI) · 0-5 (kétvállas) | 10.        | kiesett           | kiesett           | kiesett           | kiesett           | kiesett           | helyezetlen |

## Cselgáncs
Férfi
| Versenyző         | Versenyszám  | Selejtező                            | 32-es főtábla                               | Nyolcaddöntő                          | Negyeddöntő                       | Elődöntő          | Vigaszág első kör | Vigaszág nyolcaddöntő           | Vigaszág negyeddöntő           | Vigaszág elődöntő | Bronz- mérkőzés   | Döntő             | Helyezés |
| Versenyző         | Versenyszám  | Ellenfél Eredmény                    | Ellenfél Eredmény                           | Ellenfél Eredmény                     | Ellenfél Eredmény                 | Ellenfél Eredmény | Ellenfél Eredmény | Ellenfél Eredmény               | Ellenfél Eredmény              | Ellenfél Eredmény | Ellenfél Eredmény | Ellenfél Eredmény | Helyezés |
| ----------------- | ------------ | ------------------------------------ | ------------------------------------------- | ------------------------------------- | --------------------------------- | ----------------- | ----------------- | ------------------------------- | ------------------------------ | ----------------- | ----------------- | ----------------- | -------- |
| Leonardo Salvucci | Légsúly      | Keith Gough (IRL) · 0000-1100        | kiesett                                     | kiesett                               | kiesett                           | kiesett           |                   |                                 |                                |                   |                   |                   | 35.      |
| Francisco Morales | Harmatsúly   | Jörgen Häggqvist (SWE) · 1000-0000   | Ian Freeman (GBR) · 0010-0000               | Jorge Steffano (URU) · 1000-0000      | Rogério Cardoso (BRA) · 0000-1000 |                   |                   |                                 | Kim Sang-Mun (KOR) · 0000-1000 | kiesett           | kiesett           |                   | 9.       |
| Edgardo Antinori  | Könnyűsúly   | Norbert Haimberger (AUT) · 0000-1000 | kiesett                                     | kiesett                               | kiesett                           | kiesett           |                   |                                 |                                |                   |                   |                   | 34.      |
| Gastón García     | Váltósúly    | erőnyerő                             | Jean-Jacques Rakotomalala (MAD) · 1000-0000 | Josida Hidehiko (JPN) · 0000-1000     |                                   |                   |                   | Fádi Szajkali (LIB) · 0000-0001 | kiesett                        | kiesett           | kiesett           |                   | 13.      |
| Sandro López      | Középsúly    | erőnyerő                             | Aly Attyé (SEN) · 0010-0000                 | Daniel Kistler (SUI) · 0000-1000      | kiesett                           | kiesett           |                   |                                 |                                |                   |                   |                   | 17.      |
| Jorge Aguirre     | Félnehézsúly | Patrick Roberge (CAN) · 0010-0000    | Moussa Sall (SEN) · 1100-0000               | Odvogiin Baljinnyam (MGL) · 0000-0001 | kiesett                           | kiesett           |                   |                                 |                                |                   |                   |                   | 17.      |
| Orlando Baccino   | Nehézsúly    |                                      | Rafał Kubacki (POL) · 0000-1000             | kiesett                               | kiesett                           | kiesett           |                   |                                 |                                |                   |                   |                   | 21.      |

Női
| Versenyző         | Versenyszám | Selejtező                             | Nyolcaddöntő                      | Negyeddöntő                                  | Elődöntő          | Vigaszág nyolcaddöntő              | Vigaszág negyeddöntő                  | Vigaszág elődöntő               | Bronz- mérkőzés   | Döntő             | Helyezés    |
| Versenyző         | Versenyszám | Ellenfél Eredmény                     | Ellenfél Eredmény                 | Ellenfél Eredmény                            | Ellenfél Eredmény | Ellenfél Eredmény                  | Ellenfél Eredmény                     | Ellenfél Eredmény               | Ellenfél Eredmény | Ellenfél Eredmény | Helyezés    |
| ----------------- | ----------- | ------------------------------------- | --------------------------------- | -------------------------------------------- | ----------------- | ---------------------------------- | ------------------------------------- | ------------------------------- | ----------------- | ----------------- | ----------- |
| Carolina Mariani* | Légsúly     | Cécile Nowak (FRA) · visszalépett     |                                   |                                              |                   | Hülya Şenyurt (TUR) · visszalépett | kiesett                               | kiesett                         | kiesett           |                   | helyezetlen |
| Carolina Mariani  | Harmatsúly  | Legna Verdecia (CUB) · 0001-0000      | Dominique Berna (FRA) · 0001-0000 | Li Csung-jün (Li Zhongyun) (CHN) · 0000-0010 |                   |                                    | Patricia Bevilacqua (BRA) · 0010-0000 | Sharon Rendle (GBR) · 0000-1000 | kiesett           |                   | 7.          |
| Laura Martinel    | Középsúly   | Alexandra Schreiber (GER) · 0000-1100 |                                   |                                              |                   | Erin Lum (GUM) · 1000-0000         | Sandra Greaves (CAN) · 1000-0000      | Claire Lecat (FRA) · 0000-1000  | kiesett           |                   | 7.          |

* - Légsúlytól visszalépett és harmatsúlyban indult

## Evezés
Férfi
| Versenyző                                                     | Versenyszám      | Előfutam | Előfutam | Vigaszág | Vigaszág | Elődöntő | Elődöntő | Elődöntő | Döntő | Döntő   | Döntő | Helyezés |
| Versenyző                                                     | Versenyszám      | Idő      | Hely.    | Idő      | Hely.    | Típus    | Idő      | Hely.    | Típus | Idő     | Hely. | Helyezés |
| ------------------------------------------------------------- | ---------------- | -------- | -------- | -------- | -------- | -------- | -------- | -------- | ----- | ------- | ----- | -------- |
| Sergio Fernández                                              | Egypárevezős     | 6:59,14  | 1.       |          |          | A/B      | 6:53,40  | 1.       | A     | 7:15,53 | 6.    | 6.       |
| Max Holdo Guillermo Pfaab                                     | Kétpárevezős     | 7:05,49  | 3.       | 6:44,27  | 3.       | C/D      | 6:41,39  | 1.       | C     | 6:35,83 | 2.    | 14.      |
| Marcelo Pieretti Gustavo Pacheco Andrés Seperizza (kormányos) | Kormányos kettes | 7:39,52  | 5.       | 7:32,70  | 5.       |          |          |          | C     | 7:37,76 | 2.    | 14.      |

## Gyeplabda

### Férfi
| Argentin férfi gyeplabdacsapat-játékoskeret                                                                                             | Argentin férfi gyeplabdacsapat-játékoskeret |
| --- | --- |
| - Diego Allona - Aldo Ayala - Fernando Falchetto - Fernando Ferrara - Marcelo Garrafo - Carlos Geneyro - Pablo Lombi - Adrián Mandarano | - Gabriel Minadeo - Pablo Moreira - Edgardo Pailos - Rodolfo Pérez - Emanuel Roggero - Daniel Ruiz - Alejandro Siri - Martín Sordelli - Szövetségi kapitány: Dage Ruizadriano |

#### Eredmények
Csoportkör
A csoport
| Csapat               | M | Gy | D | V | G+ | G– | Gk  | P |
| -------------------- | - | -- | - | - | -- | -- | --- | - |
| Ausztrália (AUS)     | 5 | 4  | 1 | 0 | 20 | 2  | +18 | 9 |
| Németország (GER)    | 5 | 4  | 1 | 0 | 16 | 4  | +12 | 9 |
| Nagy-Britannia (GBR) | 5 | 3  | 0 | 2 | 7  | 10 | –3  | 6 |
| India (IND)          | 5 | 2  | 0 | 3 | 4  | 8  | –4  | 4 |
| Argentína (ARG)      | 5 | 1  | 0 | 4 | 3  | 12 | –9  | 2 |
| Egyiptom (EGY)       | 5 | 0  | 0 | 5 | 4  | 18 | –14 | 0 |

| 1992. július 26. 9:45 | Ausztrália (AUS)                  | 7–0   | Argentína (ARG) | Játékvezetők: Jose Gortazar (ESP) Guillaume Langle (FRA) |
| 1992. július 26. 9:45 | Wansbrough 3 Davies 2 Lewis Stacy | (3–0) |                 | Játékvezetők: Jose Gortazar (ESP) Guillaume Langle (FRA) |

| 1992. július 28. 9:45 | India (IND) | 1–0   | Argentína (ARG) | Játékvezetők: Nyikolaj Sztyepanov (RUS) Santiago Valera (ESP) |
| 1992. július 28. 9:45 | P. Szingh   | (1–0) |                 | Játékvezetők: Nyikolaj Sztyepanov (RUS) Santiago Valera (ESP) |

| 1992. július 30. 16:00 | Egyiptom (EGY) | 0–1   | Argentína (ARG) | Játékvezetők: Nyikolaj Sztyepanov (RUS) Mohamed Iqbal Bali (PAK) |
| 1992. július 30. 16:00 |                | (0–0) | Ferrara         | Játékvezetők: Nyikolaj Sztyepanov (RUS) Mohamed Iqbal Bali (PAK) |

| 1992. augusztus 1. 18:00 | Argentína (ARG) | 1–2   | Nagy-Britannia (GBR) | Játékvezetők: Patrick van Beneden (BEL) Peter Von Reth (NED) |
| 1992. augusztus 1. 18:00 | Sordelli        | (0–1) | Hill 2               | Játékvezetők: Patrick van Beneden (BEL) Peter Von Reth (NED) |

| 1992. augusztus 3. 18:00 | Németország (GER) | 2–1   | Argentína (ARG) | Játékvezetők: Jose Gortazar (ESP) Peter Von Reth (NED) |
| 1992. augusztus 3. 18:00 | Fischer Hilgers   | (0–0) | Ferrara         | Játékvezetők: Jose Gortazar (ESP) Peter Von Reth (NED) |

A 9–12. helyért
| 1992. augusztus 5. 9:15 | Argentína (ARG)  | 4–6 (h. u.) | Malajzia (MAS)                   | Játékvezetők: T. S. Bhullar (IND) Claude Seidler (GER) |
| 1992. augusztus 5. 9:15 | Ferrara 3 Allona | (0–0, 3–3)  | Nawawi 3 Chiow Chuan 2 Jaya Siva | Játékvezetők: T. S. Bhullar (IND) Claude Seidler (GER) |

A 11. helyért
| 1992. augusztus 7. 9:30 | Argentína (ARG)   | 7–3   | Egyiptom (EGY)                     | Játékvezetők: Heinz Wolter (GER) Raymond Prior (AUS) |
| 1992. augusztus 7. 9:30 | Ferrara 6 Geneyro | (5–2) | M. Ahmed Abdullah 2 G. Abdel Ghani | Játékvezetők: Heinz Wolter (GER) Raymond Prior (AUS) |

| Csapat          | Helyezés |
| --------------- | -------- |
| Argentína (ARG) | 11.      |

## Kajak-kenu

### Síkvízi
Férfi
| Versenyző                                                      | Versenyszám         | Előfutam | Előfutam | Előfutam | Vigaszág | Vigaszág | Vigaszág | Elődöntő | Elődöntő | Elődöntő | Döntő   | Döntő    |
| Versenyző                                                      | Versenyszám         | Idő      | Hely.    | Össz.    | Idő      | Hely.    | Össz.    | Idő      | Hely.    | Össz.    | Idő     | Helyezés |
| -------------------------------------------------------------- | ------------------- | -------- | -------- | -------- | -------- | -------- | -------- | -------- | -------- | -------- | ------- | -------- |
| Juan Labrin Fernando Chaparro                                  | Kajak kettes 500 m  | 1:41,77  | 5.       | 22.      | 1:37,70  | 7.       | 18.      | kiesett  | kiesett  | kiesett  | kiesett | kiesett  |
| Juan Labrin Cristian Maino José Luis Marello Fernando Chaparro | Kajak négyes 1000 m | 3:09,28  | 6.       | 17.      |          |          |          | 3:11,44  | 9.       | 17.      | kiesett | kiesett  |

### Szlalom
Férfi
| Versenyző     | Versenyszám | Döntő    | Döntő    | Döntő    | Döntő    | Döntő         | Helyezés |
| Versenyző     | Versenyszám | 1. futam | 1. futam | 2. futam | 2. futam | Jobb eredmény | Helyezés |
| Versenyző     | Versenyszám | Pont     | Hely.    | Pont     | Hely.    | Pont          | Helyezés |
| ------------- | ----------- | -------- | -------- | -------- | -------- | ------------- | -------- |
| Juan Maricich | Kajak egyes | 140,05   | 36.      | 198,67   | 40.      | 140,05        | 37.      |

## Kerékpározás

### Országúti kerékpározás
Férfi
| Versenyző         | Versenyszám   | Idő              | Helyezés         |
| ----------------- | ------------- | ---------------- | ---------------- |
| G. A. Guglielmone | Mezőnyverseny | nem állt rajthoz | nem állt rajthoz |
| Favio Placanica   | Mezőnyverseny | nem állt rajthoz | nem állt rajthoz |
| Hugo Pratissoli   | Mezőnyverseny | nem állt rajthoz | nem állt rajthoz |

### Pálya-kerékpározás
Sprintversenyek
| Versenyző   | Versenyszám  | Selejtező | Selejtező | 1. forduló                                                 | 1. forduló | Vigaszág selejtező   | Vigaszág selejtező | Vigaszág döntő       | Vigaszág döntő | 2. forduló                                       | 2. forduló | Vigaszág                     | Vigaszág | Negyeddöntő                         | 5–8. helyért                                                               | 5–8. helyért | Elődöntő             | Döntő                | Helyezés |
| Versenyző   | Versenyszám  | Idő       | Hely.     | Ellenfelek Győztes idő                                     | Hely.      | Ellenfél Győztes idő | Hely.              | Ellenfél Győztes idő | Hely.          | Ellenfelek Győztes idő                           | Hely.      | Ellenfél Győztes idő         | Hely.    | Ellenfél Győztes idő                | Ellenfelek Győztes idő                                                     | Hely.        | Ellenfél Győztes idő | Ellenfél Győztes idő | Helyezés |
| ----------- | ------------ | --------- | --------- | ---------------------------------------------------------- | ---------- | -------------------- | ------------------ | -------------------- | -------------- | ------------------------------------------------ | ---------- | ---------------------------- | -------- | ----------------------------------- | -------------------------------------------------------------------------- | ------------ | -------------------- | -------------------- | -------- |
| José Lovito | Férfi egyéni | 11,024    | 13.       | Roberto Chiappa (ITA) · Livingstone Alleyne (BAR) · 11,338 | 1.         |                      |                    |                      |                | José Moreno (ESP) · Nyikolaj Kovs (EUN) · 11,216 | 3.         | Ainārs Ķiksis (LAT) · 11,266 | 1.       | Gary Neiwand (AUS) · 11,375, 11,576 | Kenneth Carpenter (USA) · Nyikolaj Kovs (EUN) · José Moreno (ESP) · 11,648 | 2.           |                      |                      | 6.       |

Üldözőversenyek
| Versenyző                                                    | Versenyszám                | Selejtező | Selejtező | Negyeddöntő  | Negyeddöntő | Negyeddöntő | Elődöntő     | Elődöntő  | Elődöntő | Döntő        | Döntő     | Helyezés    |
| Versenyző                                                    | Versenyszám                | Idő       | Hely.     | Ellenfél Idő | Saját idő   | Hely.       | Ellenfél Idő | Saját idő | Hely.    | Ellenfél Idő | Saját idő | Helyezés    |
| ------------------------------------------------------------ | -------------------------- | --------- | --------- | ------------ | ----------- | ----------- | ------------ | --------- | -------- | ------------ | --------- | ----------- |
| Hernán López                                                 | Férfi egyéni üldözőverseny | lekörözve | lekörözve | kiesett      | kiesett     | kiesett     | kiesett      | kiesett   | kiesett  | kiesett      | kiesett   | helyezetlen |
| Ángel Colla Gustavo Guglielmone Carlos Pérez Fabio Placanica | Férfi csapat üldözőverseny | 4:33,860  | 17.       | kiesett      | kiesett     | kiesett     | kiesett      | kiesett   | kiesett  | kiesett      | kiesett   | 17.         |

Időfutam
| Versenyző      | Versenyszám           | Idő      | Helyezés |
| -------------- | --------------------- | -------- | -------- |
| Sergio Rolando | Férfi egyéni időfutam | 1:08,267 | 22.      |

Pontversenyek
| Versenyző      | Versenyszám       | Selejtező | Selejtező | Selejtező | Selejtező | Döntő     | Döntő | Helyezés |
| Versenyző      | Versenyszám       | Csoport   | lekörözés | Pont      | Hely.     | lekörözés | Pont  | Helyezés |
| -------------- | ----------------- | --------- | --------- | --------- | --------- | --------- | ----- | -------- |
| Erminio Suárez | Férfi pontverseny | B         | 1         | 11        | 12.       | -         | 16    | 10.      |

## Műugrás
Női
| Versenyző      | Versenyszám        | Elődöntő | Elődöntő | Döntő   | Döntő    |
| Versenyző      | Versenyszám        | Pont     | Helyezés | Pont    | Helyezés |
| -------------- | ------------------ | -------- | -------- | ------- | -------- |
| Karla Goltman  | Egyéni műugrás     | 254,28   | 23.      | kiesett | kiesett  |
| Verónica Ribot | Egyéni műugrás     | 282,54   | 9.       | 447,42  | 10.      |
| Verónica Ribot | Egyéni toronyugrás | 292,26   | 9.       | 384,03  | 8.       |

## Ökölvívás
| Versenyző             | Versenyszám | Selejtező                   | Nyolcaddöntő                | Negyeddöntő                | Elődöntő          | Döntő             | Helyezés |
| Versenyző             | Versenyszám | Ellenfél Eredmény           | Ellenfél Eredmény           | Ellenfél Eredmény          | Ellenfél Eredmény | Ellenfél Eredmény | Helyezés |
| --------------------- | ----------- | --------------------------- | --------------------------- | -------------------------- | ----------------- | ----------------- | -------- |
| Remigio Molina        | Harmatsúly  | Óscar Vega (ESP) · 14-4     | Javier Calderón (MEX) · 5-4 | Mohamed Achik (MAR) · 5-15 | kiesett           | kiesett           | 5.       |
| Jorge Miguel Maglioni | Pehelysúly  | Hoszin Szoltáni (ALG) · RSC | kiesett                     | kiesett                    | kiesett           | kiesett           | 17.      |
| Elio Ibarra           | Nehézsúly   | Bert Teuchert (GER) · 1-5   | kiesett                     | kiesett                    | kiesett           | kiesett           | 17.      |

RSC - a játékvezető megállította a mérkőzést

## Sportlövészet
Férfi
| Versenyző          | Versenyszám           | Selejtező | Selejtező | Döntő   | Döntő    |
| Versenyző          | Versenyszám           | Pont      | Helyezés  | Pont    | Helyezés |
| ------------------ | --------------------- | --------- | --------- | ------- | -------- |
| Ricardo Rusticucci | Légpuska              | 560       | 44.       | kiesett | kiesett  |
| Ricardo Rusticucci | Sportpuska, összetett | 1110      | 42.       | kiesett | kiesett  |
| Ricardo Rusticucci | Sportpuska, fekvő     | 591       | 31.*      | kiesett | kiesett  |

Nyílt
| Versenyző     | Versenyszám | Selejtező | Selejtező | Elődöntő | Elődöntő | Döntő   | Döntő    |
| Versenyző     | Versenyszám | Pont      | Helyezés  | Pont     | Helyezés | Pont    | Helyezés |
| ------------- | ----------- | --------- | --------- | -------- | -------- | ------- | -------- |
| Firmo Roberti | Skeet       | 148       | 6.        | 197      | 10.      | kiesett | kiesett  |

* - hét másik versenyzővel azonos eredményt ért el

## Súlyemelés
| Versenyző         | Versenyszám | Szakítás | Szakítás | Lökés    | Lökés    | Összesen | Helyezés |
| Versenyző         | Versenyszám | Eredmény | Helyezés | Eredmény | Helyezés | Összesen | Helyezés |
| ----------------- | ----------- | -------- | -------- | -------- | -------- | -------- | -------- |
| Marcelo Gandolfo  | 60 kg       | 107,5    | 27.      | 135,0    | 26.      | 242,5    | 26.      |
| Gustavo Majauskas | 60 kg       | 105,0    | 28.      | 145,0    | 17.      | 250,0    | 24.      |

## Tenisz
Férfi
| Versenyző                       | Versenyszám | 64-es főtábla                                          | 32-es főtábla                                                                     | Nyolcaddöntő                                                                    | Negyeddöntő                                                             | Elődöntő                                                                             | Döntő             | Helyezés |
| Versenyző                       | Versenyszám | Ellenfél Eredmény                                      | Ellenfél Eredmény                                                                 | Ellenfél Eredmény                                                               | Ellenfél Eredmény                                                       | Ellenfél Eredmény                                                                    | Ellenfél Eredmény | Helyezés |
| ------------------------------- | ----------- | ------------------------------------------------------ | --------------------------------------------------------------------------------- | ------------------------------------------------------------------------------- | ----------------------------------------------------------------------- | ------------------------------------------------------------------------------------ | ----------------- | -------- |
| Javier Frana                    | Egyes       | Pablo Arraya (PER) · 6-2, 6-0, 6-7(3-7), 6-7(3-7), 6-2 | Fabrice Santoro (FRA) · 6-4, 2-6, 1-6, 1-6                                        | kiesett                                                                         | kiesett                                                                 | kiesett                                                                              | kiesett           | 17.      |
| Alberto Mancini                 | Egyes       | Michael Chang (USA) · 1-6, 4-6, 6-3, 0-6               | kiesett                                                                           | kiesett                                                                         | kiesett                                                                 | kiesett                                                                              | kiesett           | 33.      |
| Christian Miniussi              | Egyes       | Fabrice Santoro (FRA) · 1-6, 6-7(3-7), 4-6             | kiesett                                                                           | kiesett                                                                         | kiesett                                                                 | kiesett                                                                              | kiesett           | 33.      |
| Javier Frana Christian Miniussi | Páros       |                                                        | Nagy-Britannia (GBR) · Andrew Castle · Christopher Wilkinson · 6-3, 6-4, 7-6(7–1) | Franciaország (FRA) · Guy Forget · Henri Leconte · 4-6, 6-7(3–7), 6-4, 6-4, 6-3 | Svájc (SUI) · Jakob Hlasek · Marc Rosset · 2-6, 7-6(7–3), 3-6, 6-2, 6-2 | Németország (GER) · Boris Becker · Michael Stich · 6-7(3–7), 2-6, 7-6(7–4), 6-2, 4-6 | kiesett           |          |

Női
| Versenyző                      | Versenyszám | 64-es főtábla                      | 32-es főtábla                                                                | Nyolcaddöntő                               | Negyeddöntő                                                          | Elődöntő          | Döntő             | Helyezés |
| Versenyző                      | Versenyszám | Ellenfél Eredmény                  | Ellenfél Eredmény                                                            | Ellenfél Eredmény                          | Ellenfél Eredmény                                                    | Ellenfél Eredmény | Ellenfél Eredmény | Helyezés |
| ------------------------------ | ----------- | ---------------------------------- | ---------------------------------------------------------------------------- | ------------------------------------------ | -------------------------------------------------------------------- | ----------------- | ----------------- | -------- |
| Florencia Labat                | Egyes       | Barbara Rittner (GER) · 3-6, 3-6   | kiesett                                                                      | kiesett                                    | kiesett                                                              | kiesett           | kiesett           | 33.      |
| Mercedes Paz                   | Egyes       | Yayuk Basuki (INA) · 1-6, 4-6      | kiesett                                                                      | kiesett                                    | kiesett                                                              | kiesett           | kiesett           | 33.      |
| Patricia Tarabini              | Egyes       | Mariaan de Swardt (RSA) · 6-4, 6-2 | Jennifer Capriati (USA) · 4-6, 1-6                                           | kiesett                                    | kiesett                                                              | kiesett           | kiesett           | 17.      |
| Mercedes Paz Patricia Tarabini | Páros       |                                    | Lengyelország (POL) · Magdalena Mróz · Katarzyna Teodorowicz · 6-4, 4-6, 6-3 | Kína (CHN) · Li Fang · Tang Min · 6-0, 6-1 | Egyesített Csapat (EUN) · Leila Meszhi · Natallja Zverava · 2-6, 3-6 | kiesett           | kiesett           | 5.       |

## Torna
Férfi
| Versenyző        | Versenyszám      | Selejtező | Selejtező | Döntő    | Döntő    |
| Versenyző        | Versenyszám      | Pontszám  | Helyezés  | Pontszám | Helyezés |
| ---------------- | ---------------- | --------- | --------- | -------- | -------- |
| Isidro Ibarrondo | Talaj            | 17,950    | 89.       | kiesett  | kiesett  |
| Isidro Ibarrondo | Ugrás            | 18,550    | 79.       | kiesett  | kiesett  |
| Isidro Ibarrondo | Korlát           | 18,125    | 85.       | kiesett  | kiesett  |
| Isidro Ibarrondo | Nyújtó           | 18,775    | 63.       | kiesett  | kiesett  |
| Isidro Ibarrondo | Gyűrű            | 18,075    | 86.       | kiesett  | kiesett  |
| Isidro Ibarrondo | Lólengés         | 15,975    | 91.       | kiesett  | kiesett  |
| Isidro Ibarrondo | Egyéni összetett | 107,450   | 87.       | kiesett  | kiesett  |

Női
| Versenyző        | Versenyszám      | Selejtező | Selejtező | Döntő    | Döntő    |
| Versenyző        | Versenyszám      | Pontszám  | Helyezés  | Pontszám | Helyezés |
| ---------------- | ---------------- | --------- | --------- | -------- | -------- |
| Andrea Giordano  | Talaj            | 19,050    | 69.       | kiesett  | kiesett  |
| Andrea Giordano  | Ugrás            | 19,262    | 79.       | kiesett  | kiesett  |
| Andrea Giordano  | Felemás korlát   | 19,350    | 53.       | kiesett  | kiesett  |
| Andrea Giordano  | Gerenda          | 18,924    | 59.       | kiesett  | kiesett  |
| Andrea Giordano  | Egyéni összetett | 76,586    | 62.       | kiesett  | kiesett  |
| Romina Plataroti | Talaj            | 19,137    | 63.       | kiesett  | kiesett  |
| Romina Plataroti | Ugrás            | 19,512    | 47.       | kiesett  | kiesett  |
| Romina Plataroti | Felemás korlát   | 18,974    | 72.       | kiesett  | kiesett  |
| Romina Plataroti | Gerenda          | 19,050    | 50.       | kiesett  | kiesett  |
| Romina Plataroti | Egyéni összetett | 76,673    | 59.       | kiesett  | kiesett  |

## Úszás
Férfi
| Versenyző        | Versenyszám  | Előfutam | Előfutam | Előfutam | Döntő   | Döntő   | Döntő   | Helyezés |
| Versenyző        | Versenyszám  | Idő      | Hely.    | Össz.    | Típus   | Idő     | Hely.   | Helyezés |
| ---------------- | ------------ | -------- | -------- | -------- | ------- | ------- | ------- | -------- |
| Sebastián Lasave | 100 m gyors  | 53,07    | 7.       | 49.      | kiesett | kiesett | kiesett | kiesett  |
| Sebastián Lasave | 100 m hát    | 58,22    | 4.       | 35.      | kiesett | kiesett | kiesett | kiesett  |
| Andrés Minelli   | 1500 m gyors | 15:44,55 | 7.       | 18.      | kiesett | kiesett | kiesett | kiesett  |
| Andrés Minelli   | 400 m vegyes | 4:33,41  | 6.       | 26.      | kiesett | kiesett | kiesett | kiesett  |
| Pablo Minelli    | 100 m mell   | kizárták | kizárták | kizárták | kiesett | kiesett | kiesett | kiesett  |
| Pablo Minelli    | 200 m mell   | 2:18,70  | 2.       | 24.      | kiesett | kiesett | kiesett | kiesett  |

## Vitorlázás
Férfi
| Versenyző                      | Versenyszám     | Futam | Futam | Futam | Futam  | Futam | Futam | Futam | Futam | Futam | Futam | Pontszám | Helyezés |
| Versenyző                      | Versenyszám     | 1     | 2     | 3     | 4      | 5     | 6     | 7     | 8     | 9     | 10    | Pontszám | Helyezés |
| ------------------------------ | --------------- | ----- | ----- | ----- | ------ | ----- | ----- | ----- | ----- | ----- | ----- | -------- | -------- |
| Carlos Espínola                | Szörfvitorlázás | 23,0  | 28,0  | 28,0  | (51,0) | 20,0  | 29,0  | 26,0  | 18,0  | 31,0  | 32,0  | 235,0    | 24.      |
| Mariano Castro Gustavo Warburg | 470-es osztály  | 34,0  | 22,0  | 32,0  | (39,0) | 28,0  | 15,0  | 31,0  |       |       |       | 162,0    | 29.      |

Női
| Versenyző       | Versenyszám     | Futam | Futam | Futam | Futam | Futam  | Futam | Futam | Futam | Futam | Futam  | Pontszám | Helyezés |
| Versenyző       | Versenyszám     | 1     | 2     | 3     | 4     | 5      | 6     | 7     | 8     | 9     | 10     | Pontszám | Helyezés |
| --------------- | --------------- | ----- | ----- | ----- | ----- | ------ | ----- | ----- | ----- | ----- | ------ | -------- | -------- |
| María Espínola  | Szörfvitorlázás | 24,0  | 25,0  | 23,0  | 19,0  | 11,7   | 24,0  | 24,0  | 25,0  | 19,0  | (31,0) | 194,7    | 18.      |
| Gisela Williams | Europe          | 20,0  | 13,0  | 25,0  | 23,0  | (29,0) | 16,0  | 17,0  |       |       |        | 114,0    | 17.      |

Nyílt
| Versenyző                      | Versenyszám | Futam  | Futam | Futam | Futam | Futam | Futam | Futam | Pontszám | Helyezés |
| Versenyző                      | Versenyszám | 1      | 2     | 3     | 4     | 5     | 6     | 7     | Pontszám | Helyezés |
| ------------------------------ | ----------- | ------ | ----- | ----- | ----- | ----- | ----- | ----- | -------- | -------- |
| Carlos Gabutti Alberto Zanetti | Csillaghajó | (33,0) | 27,0  | 26,0  | 29,0  | 27,0  | 19,0  | 15,0  | 143,0    | 23.      |

## Vívás
Férfi
| Versenyző        | Versenyszám       | Csoportkör | Csoportkör | Selejtező                     | 32-es főtábla     | Egyenes ág a negyeddöntőért | Egyenes ág a negyeddöntőért | Vigaszág a negyeddöntőért | Vigaszág a negyeddöntőért | Vigaszág a negyeddöntőért | Vigaszág a negyeddöntőért | Negyeddöntő       | Elődöntő          | Döntő             | Helyezés |
| Versenyző        | Versenyszám       | Csoportkör | Csoportkör | Selejtező                     | 32-es főtábla     | 1. kör                      | 2. kör                      | 1. kör                    | 2. kör                    | 3. kör                    | 4. kör                    | Negyeddöntő       | Elődöntő          | Döntő             | Helyezés |
| Versenyző        | Versenyszám       | Ellenfél Eredmény | Hely.      | Ellenfél Eredmény             | Ellenfél Eredmény | Ellenfél Eredmény           | Ellenfél Eredmény           | Ellenfél Eredmény         | Ellenfél Eredmény         | Ellenfél Eredmény         | Ellenfél Eredmény         | Ellenfél Eredmény | Ellenfél Eredmény | Ellenfél Eredmény | Helyezés |
| ---------------- | ----------------- | --- | ---------- | ----------------------------- | ----------------- | --------------------------- | --------------------------- | ------------------------- | ------------------------- | ------------------------- | ------------------------- | ----------------- | ----------------- | ----------------- | -------- |
| Alberto González | Tőr, egyéni       | 5. csoport · Patrick Groc (FRA) · 0-5 · Yu Bong-Hyeong (KOR) · 2-5 · Ola Kajbjer (SWE) · 2-5 · William Gosbee (GBR) · 0-5 · Szerhij Holubickij (EUN) · 5-4                          | 6.         | kiesett                       | kiesett           | kiesett                     | kiesett                     | kiesett                   | kiesett                   | kiesett                   | kiesett                   | kiesett           | kiesett           | kiesett           | 50.      |
| Rafael di Tella  | Párbajtőr, egyéni | 10. csoport · Pavel Kolobkov (EUN) · 0-5 · Thomas Lundblad (SWE) · 4-5 · Arnd Schmitt (GER) · 3-5 · Viktor Zuikov (EST) · 5-3 · Wong Liang Hun (SIN) · 5-4 · Rui Frazão (POR) · 5-0 | 5.         | Arnd Schmitt (GER) · 2-5, 0-5 | kiesett           | kiesett                     | kiesett                     | kiesett                   | kiesett                   | kiesett                   | kiesett                   | kiesett           | kiesett           | kiesett           | 41.      |

Női
| Versenyző        | Versenyszám | Csoportkör | Csoportkör | Selejtező         | 32-es főtábla     | Egyenes ág a negyeddöntőért | Egyenes ág a negyeddöntőért | Vigaszág a negyeddöntőért | Vigaszág a negyeddöntőért | Vigaszág a negyeddöntőért | Vigaszág a negyeddöntőért | Negyeddöntő       | Elődöntő          | Döntő             | Helyezés |
| Versenyző        | Versenyszám | Csoportkör | Csoportkör | Selejtező         | 32-es főtábla     | 1. kör                      | 2. kör                      | 1. kör                    | 2. kör                    | 3. kör                    | 4. kör                    | Negyeddöntő       | Elődöntő          | Döntő             | Helyezés |
| Versenyző        | Versenyszám | Ellenfél Eredmény | Hely.      | Ellenfél Eredmény | Ellenfél Eredmény | Ellenfél Eredmény           | Ellenfél Eredmény           | Ellenfél Eredmény         | Ellenfél Eredmény         | Ellenfél Eredmény         | Ellenfél Eredmény         | Ellenfél Eredmény | Ellenfél Eredmény | Ellenfél Eredmény | Helyezés |
| ---------------- | ----------- | --- | ---------- | ----------------- | ----------------- | --------------------------- | --------------------------- | ------------------------- | ------------------------- | ------------------------- | ------------------------- | ----------------- | ----------------- | ----------------- | -------- |
| Andrea Chiuchich | Tőr, egyéni | 2. csoport · Sin Seong-Ja (KOR) · nincs adat · Francesca Bortolozzi (ITA) · nincs adat · Tatyjana Szadovszkaja (EUN) · nincs adat · Tamara Savić-Šotra (IOP) · nincs adat · Isabelle Spennato (FRA) · nincs adat · Rencia Nasson (RSA) · nincs adat | 6.         | kiesett           | kiesett           | kiesett                     | kiesett                     | kiesett                   | kiesett                   | kiesett                   | kiesett                   | kiesett           | kiesett           | kiesett           | 40.      |
| Sandra Giancola  | Tőr, egyéni | 5. csoport · Stefanek Gertrúd (HUN) · 0-5 · Reka Lazăr-Szabo (ROU) · 3-5 · O Csie (E Jie) (CHN) · 1-5 · Giovanna Trillini (ITA) · 0-5 · Rosa María Castillejo (ESP) · 0-5 · Elvia Reyes (HON) · 5-2                                                 | 6.         | kiesett           | kiesett           | kiesett                     | kiesett                     | kiesett                   | kiesett                   | kiesett                   | kiesett                   | kiesett           | kiesett           | kiesett           | 42.      |
| Yanina Iannuzzi  | Tőr, egyéni | 6. csoport · Jánosi Zsuzsa (HUN) · 3-5 · Elisabeta Guzganu-Tufan (ROU) · 0-5 · Anna Sobczak (POL) · 0-5 · Caitlin Bilodeaux (USA) · 4-5 · Laurence Modaine (FRA) · 0-5 · Julia Bracewell (GBR) · 4-5                                                | 7.         | kiesett           | kiesett           | kiesett                     | kiesett                     | kiesett                   | kiesett                   | kiesett                   | kiesett                   | kiesett           | kiesett           | kiesett           | 43.      |